# Wieczfnia-Kolonia
Wieczfnia-Kolonia – kolonia w Polsce położona w województwie mazowieckim, w powiecie mławskim, w gminie Wieczfnia Kościelna.
Administracyjnie kolonia ma status sołectwa. 
W latach 1975–1998 miejscowość administracyjnie należała do województwa ciechanowskiego.